# Manhwa
Manhwa (Hán-Việt: Mạn họa) là thể loại truyện tranh của Hàn Quốc có sức ảnh hưởng lớn từ manga Nhật Bản. Ngoài ra manhwa cũng là thuật ngữ dùng cho tranh biếm họa hài hước và bản in. Tuy nhiên, tại Việt Nam, manhwa chỉ được dùng với nghĩa truyện tranh Hàn Quốc.

## Phong cách

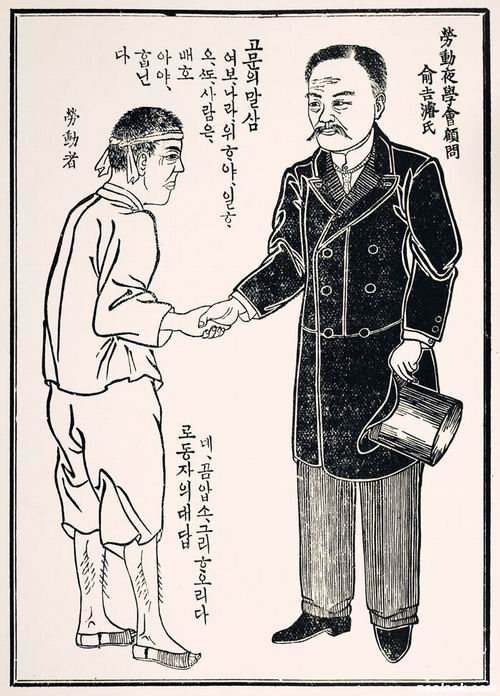
Manhwa đầu tiên in bằng bản khắc gỗ, xuất bản năm 1908.

Manhwa bị ảnh hưởng bởi lịch sử hiện đại của Hàn Quốc - với nhiều thay đổi và biến động kịch tính - và điều này đã dẫn đến việc hình thành nhiều phong cách, thể loại,... khác nhau trong manhwa, trong đó có một trào lưu chủ đạo với phong cách rất giống manga. Manhwa xuất hiện trong truyện tranh biên tập, tác phẩm mang tính nghệ thuật, và các sêri truyện tranh trên mạng.
Một số đặc điểm nổi bật của manhwa:
- Tỉ lệ hình dáng của cơ thể thường đúng với thực tế, nhưng đầu và hai mắt thường được phóng đại.[1]
- Đọc từ trái sang phải, trên xuống dưới như truyện tranh Âu Mĩ.
- Các từ tượng thanh viết bằng tiếng Hàn.

Hiện nay có một số nhà xuất bản chuyên phát hành các bản dịch tiếng Anh của các truyện tranh Hàn Quốc, những nhà xuất bản này không ngại gọi cái tên manhwa cho các truyện tranh này.

### Cách đọc
Cách đọc manhwa nhìn chung giống với cách đọc phương Tây, đọc từ trái sang phải và từ trên xuống dưới. Lý do là các mẫu tự hangul thường được viết theo chiều ngang, mặc dù hangul cũng có thể viết theo chiều dọc, đọc từ trên xuống dưới rồi từ phải sang trái như các mẫu tự Nhật Bản và Trung Quốc.

## Chuyển thể
Trái với anime Nhật Bản, phim hoạt hình Hàn Quốc chuyển thể từ manhwa là khá hiếm (mặc dù cũng có một vài phim khá thành công trong các thập niên 1980 và 1990 như Dooly the Little Dinosaur và Fly! Superboard). Ngược lại, phim truyền hình chuyển thể từ manhwa tỏ ra thịnh hành hơn trong thời gian gần đây. Tiêu biểu như là phim Full House (2004) và Hoàng cung (Goong, 2006), cả hai được đánh giá là những phim hay nhất trong năm nó được trình chiếu.
Năm 2007, The Great Catsby (một manhwa từng ẵm giải thưởng dành cho truyện tranh trên mạng) được chuyển thể thành phim truyền hình sau khi nó được biểu diễn dưới dạng nhạc kịch vào năm 2006. Tiêu đề phim cũng được chỉnh sửa sao cho thích nghi với một bộ phim truyện vào cuối năm 2007.
Priest, một manhwa đã được dịch sang tiếng Anh cũng sẽ được hãng phim Hoa Kỳ Screen Gems chuyển thể và dự kiến sẽ trình chiếu vào năm 2010. Phim được sản xuất bởi nhà sản xuất Sam Raimi, đạo diễn bởi Andrew Douglas, và diễn viên chính là ngôi sao Gerard Butler.
Cuộc chiến kim tiền cũng là một phim truyền hình chuyển thể từ manhwa, rất nổi tiếng ở Hàn Quốc nhờ vào đoạn nhạc nền Open Source Track (OST) và dàn diễn viên xuất sắc.
Năm 2004, một manhwa nổi tiếng như Blade of the Phantom Master được một nhóm làm phim Nhật-Hàn chuyển thể thành phim hoạt hình.

## Tại Việt Nam
Đây là một số manhwa đã được xuất bản tại Việt Nam.
- Công chúa xứ hoa. (được Nhà xuất bản Kim Đồng phát hành nhưng không mua bản quyền, sau đó được Công ty Văn hóa Vàng Anh mua bản quyền dưới cái tên Princess)
- Tiên nữ giáng trần (Đã dừng phát hành)
- Noblesse. (Đã dừng phát hành)
- Hàng xóm của tôi là rồng.
- Hoàng cung.
- Cô gái đến từ quá khứ
- Ragnarok
- Kill me, Kiss me.
- Saver.
- Arcana.
- Thần thoại Bắc Âu.
- NOW.
- Đội quân nhí nhố.
- Đại ca đi học.
- Lọ lem giỏi võ. (Được phát hành lại với tên Sao đổi ngôi, thuộc loạt truyện Con trai Con Gái của Nhà xuất bản Trẻ)
- Hiệp sĩ nữ hoàng.
- Nữ hoàng thần biển.
- Giang hồ bá đạo ký.
- Tái sinh.
- Ám hành ngự sử.
- Thời gió lốc.
- Diêm đế.
- Dòng thời gian.
- Cô quản gia.
- Điều kỳ diệu (Tóc Thơ Ngây).
- Hiệp khách giang hồ.
- Chỉ mình tôi thăng cấp.

## Các nhà xuất bản

### Hàn Quốc
- Topaz Agency Inc.
- Daiwon C.I.
- Haksanpub
- Seoul Culture Corporation
- Shinwon Agency Corporation

### Bắc Mĩ
- ADV Manga
- CPM Manhwa
- Dark Horse Manhwa
- DramaQueen
- DrMaster Publications
- Infinity Studios
- Media Blasters
- Netcomics
- NBM ComicsLit
- TOKYOPOP
- UDON's Korean Manhwa
- Yen Press
- Curtis Comic (Đã giải thể)
- ComicsOne (Đã giải thể)

### Thông tin
- "Understanding Manhwa": history, culture, recommendations, etc.
- "Korean Comics in the U.S., Part 1, Comic-Con International 2004," Lưu trữ ngày 21 tháng 11 năm 2008 tại Wayback Machine Jade Magazine.com, tháng 9 năm 2004
- "Korean Comics in the U.S., Part 2, Manhwa Sampler," Lưu trữ ngày 21 tháng 11 năm 2008 tại Wayback Machine Jade Magazine.com, tháng 9 năm 2004
- "Korean Girls' Comics of Yesterday, Today, and Tomorrow,"[liên kết hỏng] Asia in Comics 2004: Comics by Asian Women program, organized by The Japan Foundation Asia Center, Tokyo, Japan, 21-22 tháng 2 năm 2004
- "Sang-Sun Park, Les Bijoux Comic Artist," Sequential Tart.com, tháng 8 năm 2004
- Manhwa site for "Demon Diary" (마왕일기) Lưu trữ ngày 9 tháng 4 năm 2006 tại Wayback Machine
- "Infinity Studios and Manhwa," Lưu trữ ngày 21 tháng 11 năm 2008 tại Wayback Machine Anime Tourist.com, 16 tháng 6 năm 2004
- Manhwa from nine of Korea's best comic publishers for sampling/licensing to publishers worldwide Lưu trữ ngày 30 tháng 3 năm 2010 tại Wayback Machine
- Our Toys, Our Selves: Robot Taekwon V and South Korean Identity Lưu trữ ngày 18 tháng 3 năm 2015 tại Wayback Machine

### Họa sĩ
- Kim Hyung Tae

### Lễ hội
- Trung tâm Thông tin Manhwa Bucheon Lưu trữ ngày 23 tháng 11 năm 2005 tại Wayback Machine
- Lễ hội Manhwa thế giới tại Bucheon Lưu trữ ngày 8 tháng 3 năm 2005 tại Wayback Machine
- Lễ hội Truyện tranh và Phim hoạt hình thế giới tại Seoul
- Dong-a/Lễ hội Truyện tranh và Phim hoạt hình thế giới LG Lưu trữ ngày 6 tháng 11 năm 2005 tại Wayback Machine

### Trên Mobile
- Moonk Mobile Cartoon Lưu trữ ngày 13 tháng 3 năm 2007 tại Wayback Machine

### Đoàn thể
- Hội Truyện tranh và Phim hoạt hình Hàn Quốc Lưu trữ ngày 4 tháng 1 năm 2007 tại Wayback Machine
- Seoul Cartoon Lưu trữ ngày 29 tháng 11 năm 1999 tại Wayback Machine
- Hội liên hiệp họa sĩ truyện tranh Hàn Quốc
- Hội liên hiệp nữ họa sĩ truyện tranh Hàn Quốc
- Hội liên hiệp truyện tranh nghiệp dư
- Korea Amateur Comic Land Lưu trữ ngày 29 tháng 8 năm 2006 tại Wayback Machine

### Các trung tâm
- Hội nghiên cứu Truyện tranh và Phim hoạt hình Hàn Quốc
- Trung tâm phim hoạt hình Seoul Lưu trữ ngày 18 tháng 4 năm 2021 tại Wayback Machine
- Trung tâm thông tin truyện tranh Puchon Lưu trữ ngày 6 tháng 11 năm 2005 tại Wayback Machine
- The Korea Society Manhwa Exhibit Lưu trữ ngày 7 tháng 1 năm 2007 tại Wayback Machine